# 台27線
台27線（たいにじゅうしちせん）は、高雄市六亀区から屏東県新園郷に至る台湾省道であり、「新発公路（しんふあこうろ）」の別称で呼ばれる。

## 概要
- 全長：79.174Km
- 起点：高雄市六亀区（台20線の交差地点）
- 終点：屏東県新園郷（台17線の交差地点）
- 経由地：

## 歴史
| 年 | 月日 | 事跡 |
| -- | ---- | ---- |

## 通過する自治体
- 高雄市
  - 六亀区

- 屏東県
  - 高樹郷 - 塩埔郷 - 長治郷 - 屏東市 - 万丹郷 - 新園郷

## 接続する道路
- 高速道路
- 万丹IC
- 屏東IC

## 支線

### 甲線
高雄市六亀区の台27本線との交差点を起点とし、同市同区の台28線との交差点（新威大橋付近）を終点とする支線省道である。全長14.121Km。